# Charlestown (Fife)
Charlestown (également connu sous le nom de Charlestown-on-Forth) est un village de la Fife, en Écosse. Il se trouve sur la rive nord du Firth of Forth, à environ 1 mile (1,6 km) à l’ouest de Limekilns et 3 miles (5 km) au sud-ouest de Dunfermline.

## Historique
Charlestown a été fondée en 1756 par Charles Bruce (5e comte d'Elgin). Le village planifié est aménagé sous la forme des lettres C et E, pour Charles Elgin. Il a été établi comme une ville portuaire pour l’expédition de charbon extrait sur les domaines en Fife de Lord Elgin, et pour la production de chaux. Le bassin extérieur du port a été construit vers 1840. En 1887, à l’occasion du jubilé d'or de la reine Victoria, le Queen’s Hall a été construit au centre du village, sur des plans de Robert Rowand Anderson.
La construction navale existe à Charlestown depuis le XIXe siècle, ainsi que la démolition des navires. Une partie de la Marine impériale allemande a été amenée ici de Scapa Flow après la Première Guerre mondiale pour être démantelée.

## The Lime Kilns
Les quatorze fours à chaux massifs construits en grès habillé sont une caractéristique remarquable de Charlestown. Ils sont considérés comme l’un des plus importants vestiges de la révolution industrielle en Ecosse, et même au Royaume-Uni, étant classés comme Bâtiments écossais de catégorie A,. Construits sur la colline en contrebas du village, ils forment une façade en pierre de 110 mètres de long sur 10 mètres de haut. Ils sont dans un état généralement stable de conservation avec beaucoup de dispositifs relatifs au fonctionnement des fours encore in situ. La plupart des fours ont été ré-aménagés, probablement au XIXe siècle.
Les fours ont été construits par Charles Bruce, 5e comte d’Elgin, à la fin du XVIIIe siècle, les dates de construction citées varient, mais Pevsner affirme que les neuf premiers ont été construits de 1777 à 1778 et les cinq derniers en 1792. Ils étaient le plus grand groupe de fours à chaux d’Écosse, produisant un tiers de toute la production de chaux, et étaient particulièrement importants pour l’agriculture pour l’amélioration du sol mais aussi pour les travaux de construction pour produire du mortier, du plâtre et d’autres produits à base de chaux.
À la fin du XVIIIe et du XIXe siècle, les fours faisaient partie d’un important complexe industriel de l’époque, y compris l’extraction du charbon, la ferronnerie et l’extraction du sel. Du charbon et du calcaire ont été apportés des carrières locales, mais également du domaine du comte. Le port adjacent a également été construit par le comte et utilisé pour le transport des produits de la chaux, du calcaire et surtout du charbon. Il y avait des lignes de chemin de fer locales, et également une liaison ferroviaire vers Dunfermline. Autour des fours à chaux il y avait beaucoup de bâtiments auxiliaires, mais ceux-ci ont presque entièrement disparu. L’activité a décliné à partir des années 1930 et a finalement pris fin en 1956. Le site appartient au Broomhall Estate.

## Le village planifié
Une autre caractéristique distinctive de Charlestown est le village planifié, fondé lui aussi par Charles Bruce, le 5e comte, en 1756. Il s’agit toutefois d’un « plan » assez inhabituel, car le tracé des rues est censé prendre la forme des lettres C et E, pour Charles Elgin.
Le village faisait partie du Mouvement pour l’amélioration en Écosse qui a conduit à la création de quelque 500 villages et petites villes prévus dans tout le pays entre le milieu du XVIIIe siècle à la moitié du XIXe siècle, bien que McWilliam, qui écrit plus tôt, en 1975 donne un chiffre inférieur pour la même période de quelque 200 villes. Charlestown a cependant la distinction d’être peut-être l’un des premiers villages industriels en Écosse par rapport aux nombreux villages planifiés basés sur l’agriculture et la pêche. Cela se justifie par le fait qu’il englobe non seulement le logement des travailleurs, mais aussi une exploitation intégrée de mines de charbon, de carrières calcaires, de tramways, de fours à chaux, du port et d’autres exploitations auxiliaires.
La construction du village d’origine a commencé en 1756, et comprend le North Row, le South Row, le Double Row et aussi le Hall Row plus court et Lochaber à l’est . La moitié ouest des rangées Nord et Sud fait face à la place du village. La plupart des maisons furent achevées en 1771, bien que certaines maisons n’aient été achevées qu’au début du XIXe siècle. Les maisons étaient à l’origine à un seul étage, construites par groupes de six. Certaines d’entre eux ont plus tard été rehaussées d’un deuxième étage. De plus, divers autres bâtiments furent érigés par le comte, par exemple Easter Cottage construit en 1760, une école en 1768 et le Sutlery, étant à la fois une étable et un grenier, en 1770.
Les maisons sont toutes des bâtiments classés en Écosse de catégorie B (à l’exception des numéros 36, 37 et 52 à 55) dans la zone de conservation de Charlestown. Alors que toutes étaient à l’origine des cottages « de rapport » appartenant au domaine Broomhall, beaucoup ont été vendus aux locataires après le déclin et la fermeture de la plupart des activités en 1935. L’unité de l’apparence d’origine des terrasses est aujourd’hui quelque peu compromise par les modifications apportées aux portes et aux fenêtres, les hautes haies de troènes et par de nombreuses extensions à l’arrière, telles qu’identifiées dans le Plan de conservation.

## Chemins
Certains des sentiers pédestres du village reflètent des aspects du passé. Par exemple, Shell Road et Lime Brae indiquent les itinéraires sur lesquels ces matériaux ont été transportés dans le passé. Craw Road et Rocks Road désignent respectivement les habitants aviaires et le sous-sol. The Run se réfère à la route par laquelle l’eau excédentaire ruissellait de la partie supérieure du village jusqu’à la mer.

## Cricket
Charlestown est la ville du Broomhall Cricket Club, nommé d’après Broomhall, la maison voisine de Lord Elgin. Ils ont un 1er XI et un 2e XI qui jouent dans la Scottish East League géré par la East of Scotland Cricket Association et ont des équipes juniors, en milieu de semaine et le dimanche aussi. Ils jouent au Cairns, Charlestown.

## The Scottish Lime Centre
Le Scottish Lime Centre Trust (SLCT) a été créé en 1994 par un pionnier dans la réintroduction de la chaux dans les réparations de bâtiments en Écosse, Mme Patricia « Pat » Gibbons. Elle a été la fondatrice et la première directrice, une architecte avec de nombreuses années d’expérience dans la conservation des bâtiments en Écosse. Auparavant, elle avait été architecte principale chez Historic Scotland. Le directeur depuis 2005 est Roz Artis. Situé dans un bâtiment historique de Charlestown, l’ancien atelier du Domaine, le Centre jouit d’une réputation internationale pour son travail de promotion et de formation à l’utilisation de la chaux dans la construction.
Les buts et les objectifs du Trust sont les suivants :
- Promouvoir au profit du public la réparation appropriée des bâtiments traditionnels et historiques de l’Écosse.
- Faire progresser l’éducation en fournissant des conseils, de la formation et de l’expérience pratique dans l’utilisation de la chaux pour la réparation et la conservation de ces bâtiments.
- Promouvoir la préservation et le développement de la construction écossaise traditionnelle, l’artisanat et les compétences.